# Championnat de Tchécoslovaquie de football 1933-1934
Navigation
Saison précédente Saison suivante
La saison 1933-1934 du Championnat de Tchécoslovaquie de football est la 10e édition du championnat de première division en Tchécoslovaquie. Les dix meilleurs clubs du pays se retrouvent au sein d'une poule unique, la First League, où les formations s'affrontent deux fois, à domicile et à l'extérieur. À l'issue du championnat, pour faire passer le championnat à 12 équipes, les deux derniers du classement sont relégués et remplacés par les quatre meilleurs club de II. Liga, la deuxième division tchécoslovaque.
C'est le club du SK Slavia Prague, tenant du titre, qui termine à nouveau en tête du classement du championnat, avec cinq points d'avance sur l'AC Sparta Prague et neuf points sur le SK Kladno. C'est le 6e titre de champion de Tchécoslovaquie de l'histoire du club.

## Les clubs participants
| - SK Kladno - FC Bohemians Prague - SK Nachod - FC Viktoria Plzen - SK Zidenice - Promu de II. Liga - FK Viktoria Žižkov - FK Teplice - Cechie Karlin - Promu de II. Liga - SK Slavia Prague - AC Sparta Prague |

## Compétition

### Classement
Le barème utilisé pour établir le classement est le suivant :
- Victoire : 2 points
- Match nul : 1 point
- Défaite : 0 point

| Rang | Équipe               | Pts | J  | G  | N | P  | Bp | Bc | Diff |
| ---- | -------------------- | --- | -- | -- | - | -- | -- | -- | ---- |
| 1    | SK Slavia Prague (T) | 30  | 18 | 14 | 2 | 2  | 63 | 26 | +37  |
| 2    | AC Sparta Prague     | 25  | 18 | 10 | 5 | 3  | 59 | 32 | +27  |
| 3    | SK Kladno            | 21  | 18 | 9  | 3 | 6  | 41 | 35 | +6   |
| 4    | FK Teplice           | 18  | 18 | 6  | 6 | 6  | 33 | 27 | +6   |
| 5    | FC Bohemians Prague  | 17  | 18 | 5  | 7 | 6  | 40 | 48 | -8   |
| 6    | FC Viktoria Plzen    | 16  | 18 | 8  | 0 | 10 | 38 | 40 | -2   |
| 7    | Cechie Karlín (P)    | 16  | 18 | 6  | 4 | 8  | 33 | 57 | -24  |
| 8    | SK Zidenice (P)      | 14  | 18 | 5  | 4 | 9  | 36 | 45 | -9   |
| 9    | FK Viktoria Žižkov   | 12  | 18 | 4  | 4 | 10 | 34 | 46 | -12  |
| 10   | SK Náchod            | 11  | 18 | 4  | 3 | 11 | 29 | 50 | -21  |

|  | Qualification pour la Coupe Mitropa 1934             |
|  | Relégation en II. Liga                               |
|  | (T) Tenant du titre (P) : Promu de deuxième division |

## Bilan de la saison
| Championnat de Tchécoslovaquie de football 1933-1934 |                             |
| Champion                                             | SK Slavia Prague (6e titre) |
| Coupes et trophées                                   |                             |
| Vainqueur de la Coupe de Tchécoslovaquie 1933-1934   | Non disputée                |
| Qualifications continentales                         |                             |
| Coupe Mitropa 1934                                   | SK Slavia Prague            |
| Coupe Mitropa 1934                                   | AC Sparta Prague            |
| Coupe Mitropa 1934                                   | SK Kladno                   |
| Coupe Mitropa 1934                                   | FK Teplice                  |
| Promotions et relégations                            |                             |
| Promus en I. Liga                                    | AFK Kolin                   |
| Promus en I. Liga                                    | SK Plzen                    |
| Promus en I. Liga                                    | DFC Prague                  |
| Promus en I. Liga                                    | SK Prostějov                |
| Relégués en II. Liga                                 | FK Viktoria Zizkov          |
| Relégués en II. Liga                                 | SK Nachod                   |